# Tiroteo en la sinagoga de Jerusalén Este en 2023
El 27 de enero de 2023, un pistolero palestino mató al menos a siete civiles israelíes frente a una sinagoga en el barrio de Neve Yaakov en Jerusalén Este. Según la policía, el sospechoso fue asesinado a tiros después de que abrió fuego contra ellos. El portavoz de la organización palestina Hamás declaró que el ataque era en respuesta a la redada israelí en el campo de refugiados de Yenín del día anterior, en la que las fuerzas israelíes mataron a 9 personas. Ningún grupo se atribuyó la autoridad del ataque.

## Ataque
Según la policía, alrededor de las 8:13 p. m., el hombre armado llegó en automóvil a la sinagoga ubicada en el vecindario Neve Yaakov de Jerusalén y esperó hasta que terminaron las oraciones del Shabat. Según los informes, primero le disparó a una anciana y a un motociclista antes de ingresar al edificio. Dentro de la sinagoga, abrió fuego y mató a siete personas. Luego, el atacante huyó de la escena hacia el barrio palestino de Beit Hanina, donde fue confrontado por agentes de policía y asesinado a tiros después de abrirles fuego mientras intentaba huir a pie.
Según algunos residentes locales, la policía tardó 20 minutos en llegar al lugar del ataque. Algunas personas expresaron su decepción con el tiempo de respuesta. Sin embargo, la policía negó el reclamo y afirmó que los agentes llegaron al lugar y neutralizaron al pistolero cinco minutos después de recibir los primeros informes de disparos.

## Autoría
El atacante fue identificado como un residente de Jerusalén Este de 21 años sin delitos previos relacionados con el terrorismo.

## Reacciones
Docenas de palestinos se congregaron en reuniones improvisadas en la Franja de Gaza para celebrar el ataque. La ciudad cisjordana de Ramala informó de festividades similares.
El portavoz adjunto del Departamento de Estado de los Estados Unidos, Vedant Patel, condenó el ataque y lo calificó de «absolutamente horrible».
El portavoz de la Yihad Islámica Palestina, elogió lo que calificó como una «operación suicida» y como una respuesta a la «masacre de Yenín» del día anterior. El portavoz de Hamás, Hazem Qassem, también dijo que el ataque fue una venganza por la redada de Yenín. Se refirió al ataque como «una acción yihadista y de resistencia en la ciudad de Jerusalén» y afirmó que la batalla contra la ocupación «continúa y continuara».